# Pieve Albignola
Pieve Albignola är en ort och kommun i provinsen Pavia i regionen Lombardiet i Italien. Kommunen hade 860 invånare (2018).